# Socket 940
Socket 940 jest podstawką dla procesorów AMD Athlon 64 FX oraz Opteron typu PGA-ZIF. Została zaprojektowana i pierwotnie przeznaczona dla procesorów serwerowych Opteron, używały jej jednak również pierwsze 2 modele procesorów Athlon 64 FX (FX-51 i FX-53). Socket 940 wymaga zastosowania pamięci DDR ECC-Registered (tzw. rejestrowanych) oraz 6-warstwowej płyty głównej (w odróżnieniu od 4-warstwowych płyt głównych do komputerów PC). Linia procesorów Athlon 64 FX została potem przeniesiona na podstawkę Socket 939, ze względu na większą przystępność dla teoretycznych odbiorców procesorów FX (gracze i entuzjaści), którzy woleli mieć płytę główną i pamięć RAM kompatybilne zarówno z procesorami Athlon 64 FX jak i Athlon 64. Dodatkowo pamięci ECC-Registered oraz płyty główne na 6-warstwowym laminacie są dużo droższe od ich odpowiedników dla podstawki Socket 939. Ponieważ pamięci ECC-Registered oraz płyty główne 6-warstwowe są potrzebne w obszarach zastosowań procesorów Opteron (głównie serwery), ta linia procesorów wciąż korzysta z podstawki Socket 940.
Mimo że Socket 940 ma dokładnie taką samą liczbę pinów jak Socket AM2 i takie same wymiary zewnętrzne, procesory przeznaczone do jednej z tych podstawek nie są kompatybilne z drugą. Głównym powodem jest brak współpracy procesorów na Socket AM2 z pamięciami DDR ECC-Registered (pracują one z pamięciami DDR2). Aby zapobiec błędnemu włożeniu procesora, w podstawce AM2 zaślepione są inne piny niż w podstawce 940.